# Битва при Никополе (48 до н. э.)
Би́тва при Ни́кополе — сражение, состоявшееся в конце ноября или начале декабря 48 года до н. э. между римскими войсками Гнея Домиция Кальвина и армией царя Боспора и Понта Фарнака II у города Никополя (Малая Армения) в ходе Понтийской войны 48—47 до н. э.
После отказа Фарнака вывести свои войска из Малой Армении, легат Цезаря Домиций Кальвин, управлявший провинциями Малой Азии, выступил против него из Коман Понтийских с войсками, которые ему удалось собрать. В состав этой армии входили XXXVI легион, два легиона, созданных галатским царем Дейотаром по римскому образцу, по сотне всадников от Дейотара и Ариобарзана III, царя Каппадокии, легион новобранцев из Понта и вспомогательные войска из Киликии. Опасаясь быть атакованным на марше, Домиций вел свои войска по горам, протянувшимся от Коман до Никополя.
Выйдя к лежащему в горной котловине Никополю, Домиций встал лагерем в семи милях от города. Путь к Никополю проходил через узкое ущелье. Там Фарнак устроил засаду, куда пытался заманить Домиция под предлогом переговоров. Так как выманить легата из лагеря не удалось, царь отвел из ущелья своих людей, опасаясь, что засаду обнаружат. После этого Домиций продвинулся к самому городу, где разбил лагерь. Вскоре Фарнак перехватил курьеров Цезаря с приказом наместнику выступить с имеющимися войсками на помощь диктатору, запертому в Александрии.

Теперь Фарнак считал победой уже самую возможность выиграть время, ввиду того что Домиций поневоле должен скоро уйти.— Псевдо-Цезарь. Александрийская война, 38
Чтобы затруднить римлянам атаку, он прорыл в наиболее уязвимом для нападения месте два параллельных рва, глубиной в 4 фута, рядом с городскими стенами, и расположил между ними свою пехоту, а на флангах у концов рва — кавалерию, значительно превосходившую числом римскую.
Пехотные порядки были выстроены Фарнаком «по своей собственной системе»:

его фронт образовал простую прямую линию, а на флангах был подкреплен тремя линиями резервов; точно так же и за центром шли простыми и прямыми рядами три резервных линии с промежутками направо и налево.— Псевдо-Цезарь. Александрийская война, 37
Домиций опасался в случае отступления подвергнуться преследованию, кроме того, не желал уходить, ничего не добившись, поэтому принял решение атаковать. На правом фланге у него стоял XXXVI легион, на левом — понтийский легион, в центре — легионы Дейотара, которым была выделена довольно узкая полоса по фронту. Сражение началось встречным боем легионов и кавалерии Фарнака. XXXVI легион пробился к самым городским стенам, после чего форсировал ров и напал на пехоту с тыла. На левом фланге понтийский легион подался назад под натиском кавалерии, но затем попытался обойти ров, чтобы ударить противнику во фланг, однако, при переходе через ров он был осыпан метательными снарядами и уничтожен. Легионы Дейотара с трудом удерживали центр позиции, но после поражения левого фланга им пришлось отступить с большими потерями. После этого Фарнак ударил правым флангом и центром на XXXVI легион. Будучи окруженными превосходящими силами, римляне упорно отбивались, затем, построившись в каре, отошли к подножию гор. Из-за неудобства местности Фарнак отказался от преследования.
Римская армия понесла тяжелые потери. Понтийский легион погиб почти полностью, легионы Дейотара потеряли много людей, и только кадровый XXXVI легион сумел отступить, потеряв не более 250 человек. Собрав остатки разбитых частей, Домиций ушел через Каппадокию в Азию.